# Longdrink
Een longdrink is een mixdrank die typisch een groter volume bevat (16 tot 40 cl) en bestaat uit twee dranken: een alcoholische en een niet-alcoholische. Voorbeelden van longdrinks zijn whisky-cola, wodka-limoen en gin-tonic.